# Мартинкевич, Матвей Янович
Матвей Янович Мартинкевич (2 ноября 2002, Москва) — российский футболист, полузащитник русского клуба «Динамо Киров»

## Биография
Начинал заниматься футболом в школе «Кунцево», откуда затем перешёл в академию ЦСКА. С 2014 года занимался футболом в Сербии, с 2018 года выступает в системе «Воеводины». За основной состав команды дебютировал в сербской Суперлиге 19 мая 2021 года в матче последнего тура против клуба «Пролетер», выйдя на замену на 76-й минуте вместо Момчило Мркаича. Сезон 2021/22 провёл в аренде в клубе первой лиги «Кабел», за который сыграл 30 матчей и забил 2 гола. Первую половину сезона 2022/23 также отыграл в аренде в клубе первой лиги «Лозница».